# Tangarare
Tangarare ist ein Ort und eine administrative Einheit (Distrikt) des unabhängigen Inselstaates der Salomonen im südwestlichen Pazifischen Ozean.

## Geographie
Tangarare bildet zusammen mit Savulei und Wanderer Bay den Verwaltungsbezirk West Guadalcanal im äußersten Westen der Insel Guadalcanal. Im Osten grenzt er an den Distrikt Saghalu.
Der Distrikt ist spärlich besiedelt. Die Orte konzentrieren sich auf die Küste und liegen meist in den Buchten der Insel. Im Süden erhebt sich der Tughuruloki Mountain (789 m).

## Klima
Das Klima ist tropisch, die durchschnittliche Tagestemperatur liegt bei gleichbleibend 28 Grad Celsius, die Wassertemperaturen bei 26 bis 29 Grad. Feuchtere Perioden sind vorwiegend zwischen November und April, diese sind aber nicht sehr ausgeprägt. Die durchschnittliche Niederschlagsmenge pro Jahr liegt bei 3000 mm.